# 薄葉カゲロー
薄葉カゲロー（うすば カゲロー）は、日本のイラストレーター、原画家。アシナと黒芽の2人からなる。
原画では主にアイデアファクトリー（オトメイト）作品を中心に活動している。

## 作品リスト
- ウィル・オ・ウィスプシリーズ
  - ウィル オ ウィスプ 〜イースターの奇跡〜
- エーデルブルーメ
- ワンド オブ フォーチュン
  - ワンド オブ フォーチュン 〜未来へのプロローグ〜
  - ワンド オブ フォーチュン2 〜時空に沈む黙示録〜
  - ワンド オブ フォーチュン2 FD 〜君に捧げるエピローグ〜
- Days of Memoriesシリーズ（Kagero名義）
  - Days of Memories 〜僕と彼女の熱い夏〜
  - Days of Memories 2 〜僕の一番大切な君へ〜
  - Days of Memories 〜大江戸恋愛絵巻〜
  - Days of Memories 〜彼と私の熱い夏〜
- レンドフルール
- VARIABLE BARRICADE

## 小説挿絵
- ドリームダイバー（ゆらい千白著、ジグザグノベルズ）
- 天啓のパルティアシリーズ（真朱那奈著、B's-LOG文庫）
- フォーチュン・オブ・ウィッカシリーズ（月本ナシオ著、角川ビーンズ文庫）
- 白竜の花嫁シリーズ（永野水貴著、一迅社文庫アイリス）

## 画集・ファンブック
- ウィル・オ・ウィスプ公式ビジュアルファンブック
- エーデルブルーメ公式ビジュアルファンブック
- ワンド オブ フォーチュン公式ビジュアルファンブック
- ワンド オブ フォーチュン ～未来へのプロローグ～ 公式ガイドブック
- オトメイト 薄葉カゲロー セレクション La Soir�e
- レンドフルール 公式ビジュアルファンブック

## 外部サイト
- initiative